# Base aérienne de Starokostiantyniv
La base aérienne de Starokostiantyniv est une base située près de la ville de Starokostiantyniv, dans l'oblast de  Khmelnytskyï, en Ukraine.

## Histoire
C'est la base d'attache de la 7e brigade d'aviation tactique (Petro Franko), qui vole sur Soukhoï Su-24M, Aero L-39 Albatros et Aero L-39M (ces deux derniers comme avions d'entraînement).

### Situation
| Berdiansk Oujhorod Brody Ouman Kanatove Konotop Djankoï Tchouhouïv Kryvyï Rih Donetsk Sébastopol DniproVesseloïeBaheroveHorodokChersonèseGvardeïskoïeKatchaIvano-Frankivsk Izmaïl JovtneveJytomyr Koulbakino Kharkiv · Charcovie Khmelnytskyï Kherson KrementchoukKiev/Kyïv · Jouliany Kiev/Kyïv · Boryspil Kryvyï Rih Kolomya Loutsk Louhansk LvivMarioupol Mykolaïv Myrhorod Nijyn Odessa Poltava Rivne Sambir Simferopol Starokostiantyniv Tchernivtsi Vinnytsia Zaporijjia |